# Strade Bianche 2017
De 11e editie van de Italiaanse wielerwedstrijd Strade Bianche werd gehouden op 4 maart 2017. De start en finish vond plaats in Siena. De wedstrijd maakte voor het eerst deel uit van de UCI World Tour. Michał Kwiatkowski won de wedstrijd. Drievoudig winnaar Fabian Cancellara won de vorige editie, maar was inmiddels gestopt.

## Deelnemende ploegen
| 18 UCI World Tour-ploegen | 18 UCI World Tour-ploegen | 18 UCI World Tour-ploegen | 3 wildcards                 |
| ------------------------- | ------------------------- | ------------------------- | --------------------------- |
| AG2R La Mondiale          | Dimension Data            | Orica-Scott               | Bardiani CSF                |
| Astana                    | FDJ                       | Quick-Step Floors         | Androni Giocattoli-Sidermec |
| Bahrein-Merida PCT        | Katjoesja Alpecin         | Sky                       | Nippo-Vini Fantini          |
| BMC Racing Team           | LottoNL-Jumbo             | Sunweb                    |                             |
| BORA-hansgrohe            | Lotto Soudal              | Trek-Segafredo            |                             |
| Cannondale-Drapac         | Movistar                  | UAE Team Emirates         |                             |
|                           |                           |                           |                             |
|                           |                           |                           |                             |

## Uitslag
| Strade Bianche 2017 |                         |                     |          |
| Plaats              | Naam                    | Ploeg               | Tijd     |
| Winnaar             | Michał Kwiatkowski      | Team Sky            | 4u42'42" |
| 2                   | Greg Van Avermaet       | BMC Racing Team     | + 15"    |
| 3                   | Tim Wellens             | Lotto Soudal        | + 17"    |
| 4                   | Zdeněk Štybar           | Quick-Step Floors   | + 23"    |
| 5                   | Tom Dumoulin            | Team Sunweb         | + 1' 26" |
| 6                   | Luke Durbridge          | Orica-Scott         | z.t.     |
| 7                   | Christopher Juul-Jensen | Orica-Scott         | + 1' 29" |
| 8                   | Tiesj Benoot            | Lotto Soudal        | + 2' 20" |
| 9                   | Thibaut Pinot           | FDJ                 | + 2' 23" |
| 10                  | Scott Thwaites          | Team Dimension Data | + 2' 52" |

## Vrouwen
De wedstrijd was bij de vrouwen aan zijn derde editie toe en maakte deel uit van de UCI Women's World Tour 2017, in de categorie 1.WWT. De Italiaanse Elisa Longo Borghini won en was daarmee de eerste leider in de tweede World Tour voor vrouwen.

### Deelnemende ploegen
| UCI Women's World Tour             | UCI Women's World Tour  |
| ---------------------------------- | ----------------------- |
| Alé Cipollini                      | Hitec Products          |
| Aromitalia Vaiano                  | Lensworld-Kuota         |
| Astana Women's Team                | Orica-Scott             |
| BePink Cogeas                      | S.C. Michela Fanini Rox |
| Boels Dolmans Cycling Team         | Servetto Giusta         |
| BTC City Ljubljana                 | Team Sunweb             |
| Canyon-SRAM                        | Team Tibco              |
| Cervélo-Bigla                      | Team Veloconcept        |
| Cylance Pro Cycling                | Top Girls Fassa Bortolo |
| Drops Cycling Team                 | Valcar PBM              |
| FDJ Nouvelle-Aquitaine Futuroscope | Wiggle High5            |
| Giusfredi-Bianchi                  | WM3 Pro Cycling         |

### Uitslag
| Plaats  | Naam                  | Ploeg                              | Tijd     |
| ------- | --------------------- | ---------------------------------- | -------- |
| Winnaar | Elisa Longo Borghini  | Wiggle High5                       | 3u44'45" |
| 2       | Katarzyna Niewiadoma  | WM3 Pro Cycling                    | + 2"     |
| 3       | Elizabeth Deignan     | Boels Dolmans                      | + 5"     |
| 4       | Lucinda Brand         | Team Sunweb                        | + 8"     |
| 5       | Annemiek van Vleuten  | Orica-Scott                        | + 9"     |
| 6       | Shara Gillow          | FDJ Nouvelle-Aquitaine Futuroscope | + 12"    |
| 7       | Katrin Garfoot        | Orica-Scott                        | + 18"    |
| 8       | Amanda Spratt         | Orica-Scott                        | + 36"    |
| 9       | Cecilie Uttrup Ludwig | Cervélo-Bigla                      | + 1'06"  |
| 10      | Elena Cecchini        | Canyon-SRAM                        | z.t.     |
| 11      | Claudia Lichtenberg   | Wiggle High5                       | + 1'09"  |
| 12      | Sofia Beggin          | Astana Women's Team                | + 1'16"  |
| 13      | Janneke Ensing        | Alé Cipollini                      | z.t.     |
| 14      | Hanna Nilsson         | BTC City Ljubljana                 | + 1'21"  |
| 15      | Karol-Ann Canuel      | Boels Dolmans                      | + 1'24"  |
| 16      | Danielle King         | Cylance Pro Cycling                | + 1'25"  |
| 17      | Marianne Vos          | WM3 Pro Cycling                    | + 1'27"  |
| 18      | Ashleigh Moolman      | Cervélo-Bigla                      | + 1'46"  |
| 19      | Lauren Stephens       | Team Tibco                         | + 1'49"  |
| 20      | Leah Kirchmann        | Team Sunweb                        | + 1'54"  |